# Steve Stoll
Pour les articles homonymes, voir Stoll.
Steve Stoll, de son vrai nom Stephen Stollmeyer, est un producteur américain de musique électronique né en 1967 à New York qui a commencé sa carrière en 1993. Il est un des principaux représentants de la scène acid techno et techno américaine,. Il a sorti un grand nombre de morceaux sur des labels comme novamute, Musicman, Smile, Trax ou encore le label Probe appartenant à Richie Hawtin. Steve Stoll possède son propre label nommé Proper N.Y.C.

## Pseudonymes
- Acid Farm
- Ausgang
- The Blunted Boy Wonder
- Cobalt
- Critical Mass
- Dark Man
- Datacloud
- Floating Point
- Mr. Proper
- The Operator
- Storm
- Systematic
- Test Tones
- Time Attack

## Groupes
- The Carbon Boys
- Gaiden
- Hemisphere
- Two On Acid
- Voyager 8